# Болгарское настоятельство в Одессе
Болга́рское настоя́тельство в Оде́ссе (болг. Одеското българско настоятелство, официальное название — Настоя́тельство оде́сских болга́р, собира́ющих поже́ртвование по импе́рии для бе́дных болга́рских правосла́вных церкве́й и учи́лищ) — благотворительная организация, основанная в Одессе в 1858 году (и фактически начавшая работу в 1854 году) и проработавшая до 1917 года. Целями Настоятельства стали поддержка духовной сферы в Болгарии (путём сбора пожертвований для Болгарской православной церкви и субсидирования обучения болгарской молодёжи в Российской империи) и материальная помощь Болгарскому национальному возрождению.

## История
Настоятельство было основано 21 мая 1858 [2 июня 1858] года по инициативе русско-болгарского деятеля Николая Христофоровича Палаузова в Одессе (по версии ЭИУ Настоятельство появилось благодаря бежавшим от власти Османской империи болагарам), при этом фактически оно начало работу в 1854 году. 26 октября 1860 [7 ноября 1860] года Святейший правительствующий синод направил Настоятельству временную инструкцию, выполнявшую функцию устава и закреплявшую роль попечителя Настоятельства за архиепископом Херсонским. Наиболее активную деятельность Настоятельство вело в 1850—1870-х годах. Было закрыто в 1917 году.

## Деятельность
Целями Настоятельства стали поддержка сферы культуры и образования в Болгарии, материальная помощь Болгарскому национальному возрождению и сбор пожертвований, которые (в особенности подаренные вещи и книги) отправлялись в российское посольство в Константинополе и российские консульства в Варне, Видине и других болгарских городах; каждое пожертвование имело обозначение, в какое место должна быть доставлена конкретная вещь. Неприкосновенный капитал Настоятельства составлял 40 тысяч рублей; ЭСБЕ отмечает, что за период работы с 1854 по 1884 год Настоятельство собрало около 300 тысяч рублей, снабжало болгарские церкви болгарские церкви богослужебными книгами, священными сосудами, облачениями и колоколами, субсидировало обучение болгарской молодёжи в Российской империи, в частности в Императорском Новороссийском университете, болгарских училищах в Комрате и Велики-Преславе и южнославянском пансионе в Николаеве.